# Серафино (фильм)
«Серафино» (итал. Serafino) — итальянский комедийный художественный фильм, вышедший 25 июля 1969 года. Главную роль исполнил известный итальянский актёр и певец Адриано Челентано. Фильм «Серафино» — одна из трёх кинолент с участием Адриано, которые в СССР были официально дублированы на русский язык на киностудии им. М. Горького.

## Сюжет
Лирическая история о простом деревенском пареньке по имени Серафино Фиорин. Серафино не очень умён, однако у него доброе сердце, которое он скрывает под маской балагура и повесы. Он совершенно одинок, если не считать старой тетушки Джезуины и дальних родственников из семьи дяди Адженноре — зажиточных фермеров, у которых он подрабатывает пастухом вместе со своими односельчанами: Рокко, Силио и Армидо.
После краткого знакомства с личностью Серафино, мы узнаём, что его призывают в армию. Воинская часть, в которую попадает Серафино, находится в большом городе, к которому он никак не может привыкнуть. Свои непосредственные обязанности по службе Серафино выполняет из рук вон плохо, чем доводит до белого каления как старший, так и младший командный состав части. В итоге офицеры капитулируют, и по результатам медицинского освидетельствования Серафино отправляется к себе в деревню.
Внезапная демобилизация Серафино не слишком-то обрадовала его родственников, желающих завладеть наследством тетушки Джезуины, размер которого, впрочем, неизвестен. К тому же из церковно-приходской школы возвращается домой их дочь Лидия — очень симпатичная молодая девушка, которая хоть и неравнодушна к Серафино, но держит его на расстоянии. Серафино не унывает, ведь в деревне живёт Азмара — одинокая женщина с четырьмя детьми, которая всегда ему рада.
Вскоре после возвращения Серафино из армии тётушка Джезуина умирает. Её бывший дом немедленно наполняет многочисленное семейство дяди Адженноре, в том числе и Лидия, пытаясь отыскать завещание. Однако у тетушки Джезуины по всему дому валяется лишь старое барахло, а по двору бродят три курицы...
Выясняется, что старушка оставила своему племяннику огромное наследство. Получив его, Серафино начинает бросаться деньгами направо и налево и делиться ими со своими друзьями. Завистливые родственники очень хотят лишить парня наследства и присвоить его себе, но сделать это не так просто. В конце концов им удается использовать на суде тот факт, что Серафино был демобилизован из армии по причине психического расстройства и нуждается в опекуне, которым становится дядя Адженноре. Теперь Серафино не имеет права распоряжаться своими деньгами без разрешения дядюшки или будущей жены.
Внезапно наступает развязка. Лидии надоело жить среди своих прижимистых, малообразованных родственников, а единственным выходом для неё является замужество. Она устраивает Серафино засаду, и вместо нежных объятий юной красавицы он попадает прямо в руки своей многочисленной родни, устраивающей ему «тёмную» . Деваться ему теперь некуда, кроме как под венец, но свадебная церемония в итоге превращается в очередную буффонаду. Избавившись от притязаний Лидии, Серафино женится на Азмаре и вновь обретает свободу и возможность распоряжаться наследством тётушки.

## В ролях
- Адриано Челентано — Серафино Фиорин
- Оттавия Пикколо — Лидия
- Саро Урци — дядя Адженноре
- Франческа Романа Колуцци — Азмара
- Нерина Монтаньяни — тетушка Джезуина
- Джозуэ Ипполито — Рокко
- Бенжамин Лев — Армидо
- Наццарено Натале — Силио
- Эрмелинда Де Феличе  — Армида, жена дяди Адженноре
- Оресте Палелла — адвокат

## Съёмочная группа
- Режиссёр — Пьетро Джерми;
- Оператор — Аяче Паролин;
- Сценарий — Леонардо Бенвенути, Пьеро де Бернарди, Пьетро Джерми;
- Музыка — Карло Рустикелли;
- Продюсеры — Пьетро Джерми, Анджело Риццоли.

## Русский дубляж
- Владимир Ферапонтов;
- Мария Кремнева;
- Николай Граббе;
- Рудольф Панков;
- Вилен Комиссаров;
- Алла Панова;
- Ольга Красина;
- Юрий Саранцев;
- Ольга Маркина.